# Llano (Las Rozas de Valdearroyo)
Llano es una localidad española del municipio de Las Rozas de Valdearroyo, perteneciente a la comunidad autónoma de Cantabria.

## Geografía
La localidad se encuentra a 847 m s. n. m. y a 4 kilómetros de la capital municipal, Las Rozas.

## Historia
Hacia mediados del siglo XIX, el lugar, por entonces perteneciente al municipio de Campoo de Yuso, tenía contabilizada una población de 104 habitantes. Aparece descrito en el décimo volumen del Diccionario geográfico-estadístico-histórico de España y sus posesiones de Ultramar de Pascual Madoz con las siguientes palabras:

LLANO: l. en la prov. de Santander (13 leg.), part. jud. de Reinosa (2 leg.), dióc., aud. terr. y c. g. de Burgos (18), ayunt. de Campó de Yuso, cuyas reuniones son en Bustamante (1/4.) Se compone de 3 barrios denominados Cezura, Loma y Llano: sit. los dos primeros en dos alturas, y el último en un llano; su clima es frio; reinan con especialidad los vientos del N.; sus enfermedades mas comunes, fiebres catarrales. Tiene 24 casas; escuela de primeras letras durante 6 meses, frecuentada por 12 niños, cuyos padres satisfacen al maestro una módica retribucion; igl. parr. (Sta. Juliana virgen y martir) servida por un cura; cementerio; una ermita (Ntra. Sra. del Avellanal; y varias fuentes, entre las que se encuentra una cuyas aguas estan muy calientes en invierno, y frias en verano. Confina N. la Riva; E. Vimon; S. los Riconchos, y O. Quintanilla. El terreno es de mediana calidad, y le fertilizan algun tanto las aguas del r. Vilga, hay un monte comun á 7 l. cubierto de roble, y varios prados naturales. Los caminos dirigen á los pueblos limítrofes, y se encuentran en mal estado: recibe la correspondencia en Reinosa. prod.: trigo, centeno, algunas legumbres y patatas; cria ganado vacuno, lanar, caballar y de cerda, y pesca de truchas y anguilas. ind.: algunos molinos harineros y arriería. pobl.: 20 vec., 104 alm. contr.: con el ayunt.
(Madoz, 1847, p. 485)

En la actualidad, pertenece al municipio de Las Rozas de Valdearroyo. En 2024, la entidad singular de población de Llano tenía empadronados 23 habitantes, todos ellos en el núcleo de población de ese nombre.